# ژان گراول
ژان گراول (فرانسوی: Jean Gravelle‎; ۷ دسامبر ۱۹۲۷ – ۱۸ ژانویهٔ ۱۹۹۷) بازیکن هاکی روی یخ اهل کانادا بود.
وی در مسابقات کشوری و بین‌المللی در مجموع برندهٔ ۱ مدال طلا شده‌است.